# Дом горожанина (Выборг)
Дом горожанина — старинное жилое здание в центре Выборга на Крепостной улице (дом 13а), средневековый памятник архитектуры.

## История
Невысокий двухэтажный дом башенного типа с подвалом и толстыми стенами, сложенными из гранитных валунов, наряду со сходными усадьбой бюргера, домом купеческой гильдии Святого Духа и ещё одним гильдейским домом, входит в четвёрку маленьких частных «крепостей» XIV—XVII веков, средневековых бюргерских домов, которые на территории России можно увидеть только в Выборге.
Неизвестна точная дата постройки дома, но предположительно её относят к XVI веку. Такие дома могли служить и жильем, и надёжным убежищем во время войны. Так как здание — одно из немногих, построенных до городской перепланировки, проведённой шведским инженером А. Торстенсоном в 1640-х годах, то оно расположено не по красной линии улицы, а в глубине участка. В ходе перестроек были расширены окна, первоначально бывшие щелевидными, а также добавлена невысокая пристройка. Небольшие помещения дома, соединённые деревянной лестницей, предназначены для жилья. Однако, по утверждению некоторых исследователей, в XVII веке владельцы размещали в нём и первую выборгскую типографию. 
На протяжении столетий постройка была скрыта в глубине городского квартала, но в конце XIX века в непосредственной близости от дома была проложена Фрезеская улица (ныне улица Красина). В 1880-х годах архитектором Якобом Аренбергом по поручению Исторического общества были проведены обмеры и зарисовки древнего здания, однако это не повлияло на его назначение: и поныне этот дом жилой — самый старый жилой дом Выборга. Нынешний вид жилые помещения (две квартиры) приобрели после ремонта, проведённого в 60-х годах XX века, когда была увеличена высота потолков, а печное отопление заменено центральным.

## Фото 1920-х — 1930-х годов

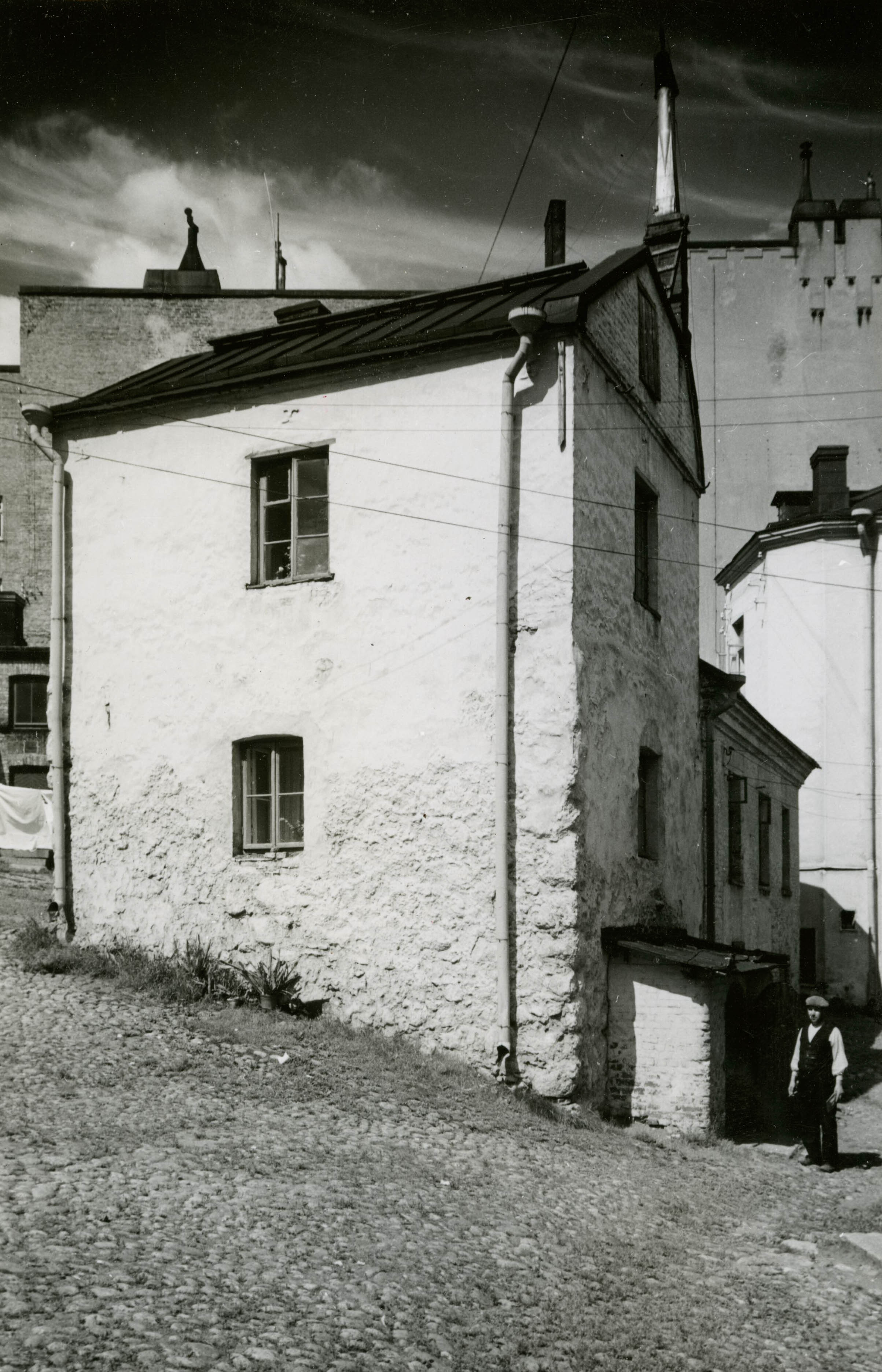
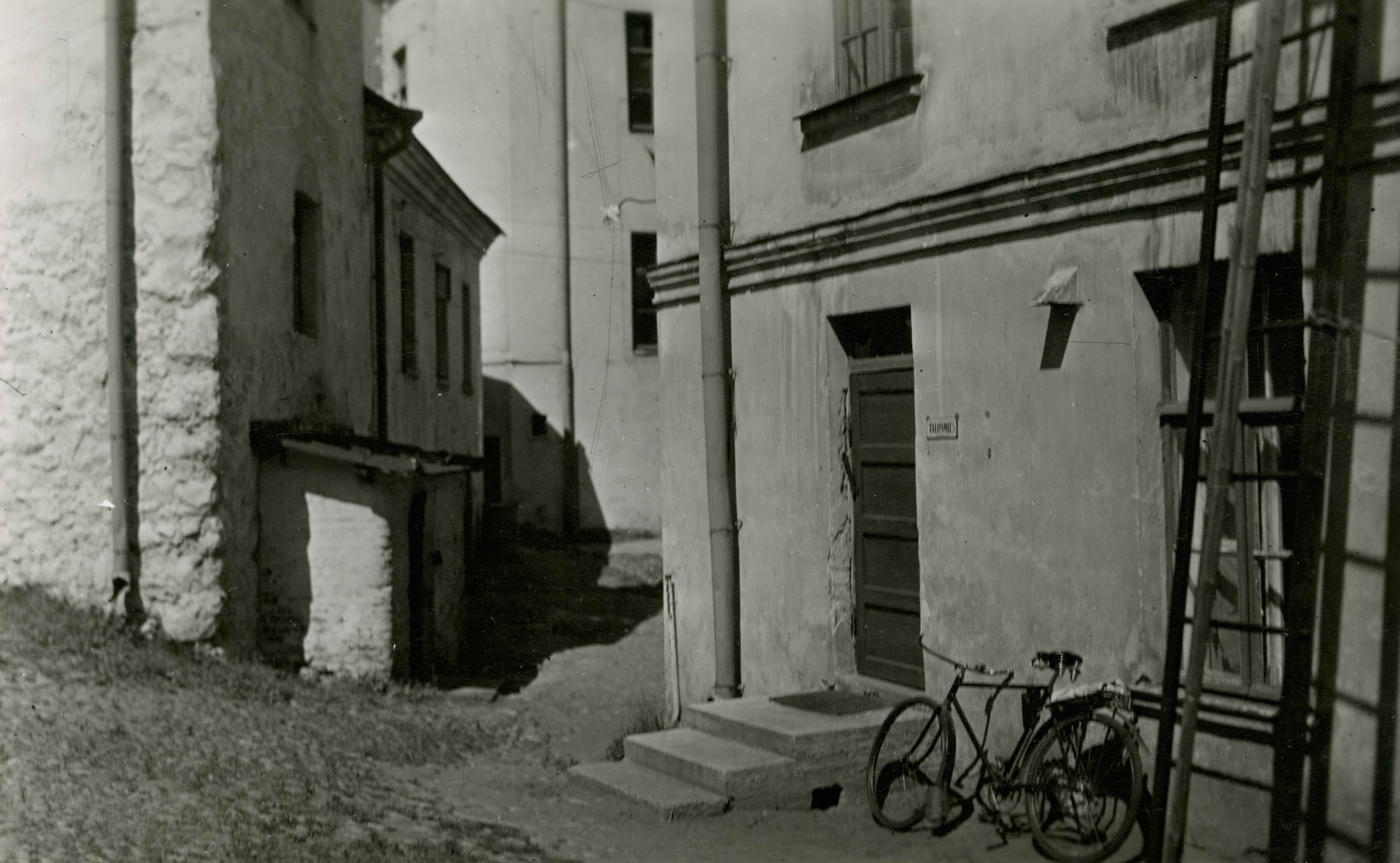